# Castleton (hrabstwo Rutland)
Castleton – jednostka osadnicza w Stanach Zjednoczonych, w stanie Vermont, w hrabstwie Rutland.